# 刈谷市体育館

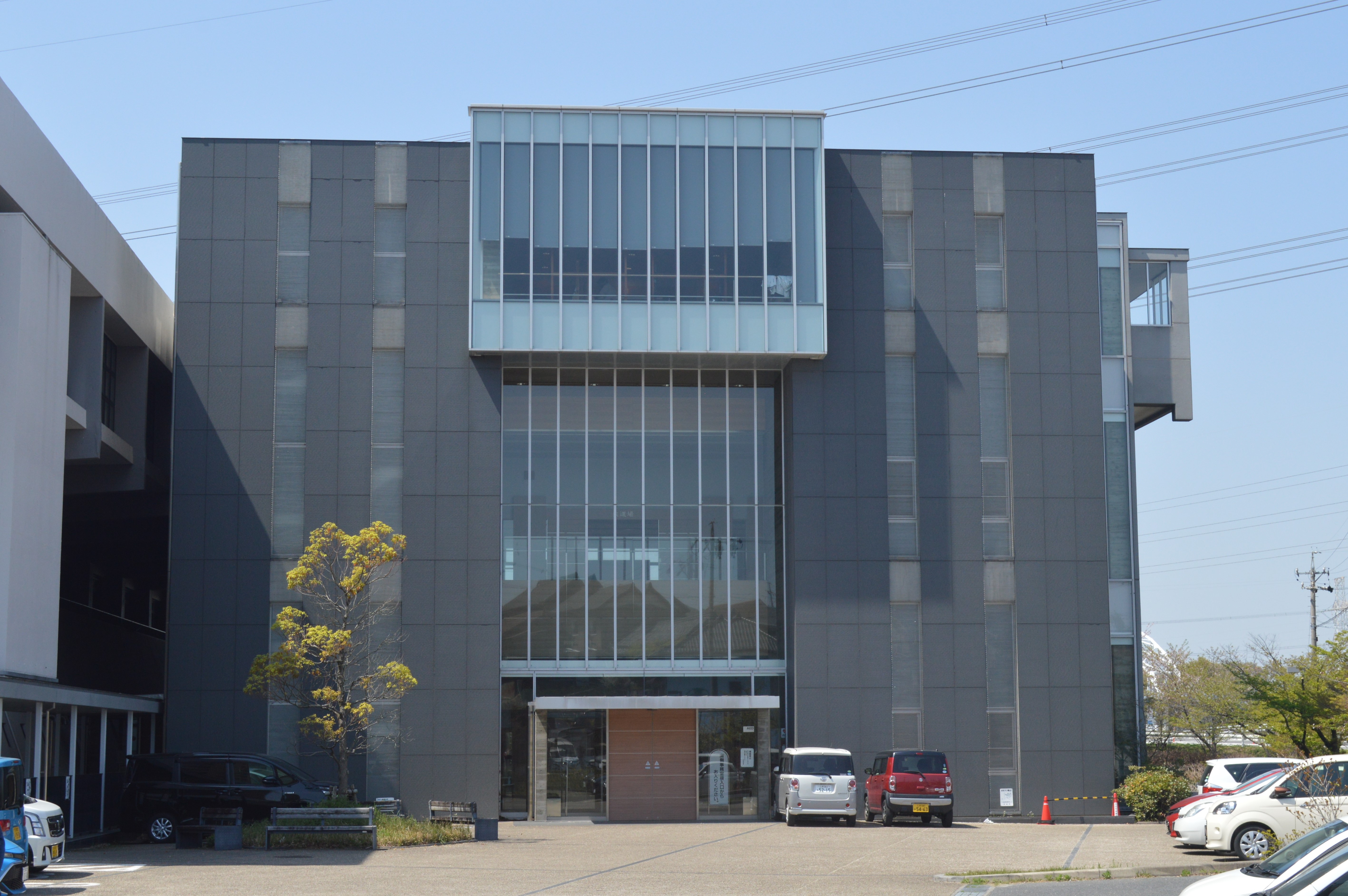
刈谷市体育館に隣接する武道場

刈谷市体育館（かりやしたいいくかん）は、愛知県刈谷市逢妻町にある体育館。刈谷球場などがある亀城公園の北側に隣接している。

## 歴史
1959年（昭和34年）に刈谷市体育協会が創立されてから10年後の1969年（昭和44年）10月、愛知県屈指のデザインと延床面積（8,271m2）を持つ体育館として刈谷市体育館が建設された。固定座席1,406席の観客席やロビー、弓道場・エアーライフル場なども備え、地方都市としては当時最高クラスの設備だった。近隣には1950年（昭和25年）に開場した刈谷球場などもあり、市中部の亀城公園付近は刈谷市のスポーツにおける拠点となった。
1993年（平成5年）には市北部の築地町に刈谷市総合運動公園が完成。第3種公認陸上競技場のウェーブスタジアム刈谷、サッカーなどに使用するサブグラウンドを備え、亀城公園と並ぶ第2の拠点となった。1994年（平成6年）に愛知県で開催された第49回国民体育大会（わかしゃち国体）の際には、刈谷市体育館で相撲競技、総合運動公園などでサッカー競技が開催された。
2007年（平成19年）には総合運動公園内にウィングアリーナ刈谷（体育館）が開場したが、2008年（平成20年）には刈谷市体育館に柔道場（2面）・剣道場（2面）・弓道場（10人立）を備えた武道館が併設され、ふたつの体育館の共存が図られている。

## ウィングアリーナ刈谷との比較
|                | 刈谷市体育館                                                     | ウィングアリーナ刈谷                       |
| -------------- | ---------------------------------------------------------------- | ------------------------------------------ |
| 画像           |                                                                  |                                            |
| 竣工年         | 1969年（昭和44年）                                               | 2007年（平成19年）                         |
| 場所           | 亀城公園に隣接                                                   | 刈谷市総合運動公園内                       |
| メインアリーナ | 床面積1,829m2                                                    | 床面積2,000m2 2,376人収容                  |
| サブアリーナ   | なし                                                             | 床面積1,184 m2                             |
| その他設備     | 卓球場 エアーライフル場（3射座） トレーニングルーム 武道館が隣接 | プール、 卓球場、 フィットネススタジオなど |

## アクセス
- JR東海道本線 逢妻駅から南西に徒歩で約15分。
- 名鉄三河線 刈谷市駅から北西に徒歩で約15分。
- 刈谷市公共施設連絡バス（かりまる）東刈谷・逢妻線「刈谷市体育館」バス停下車。